# Fuji Kyūkō
Fuji Kyūkō (voller Name 富士急行株式会社 Fuji Kyūkō kabushiki-gaisha, engl. Fuji Kyuko Co., Ltd., kurz Fujikyū genannt) ist ein japanisches Unternehmen mit Sitz in Shibuya in der Präfektur Tokio. In der Präfektur Yamanashi, im östlichen Teil der Präfektur Shizuoka und im westlichen Teil der Präfektur Kanagawa ist es in den Bereichen Verkehr, Tourismus, Immobilien und Vertrieb tätig. Seit der im Jahr 2023 abgeschlossenen Überführung aller Geschäftszweige in Tochtergesellschaften handelt es sich um eine reine Holdinggesellschaft, deren Aktien an der Tokioter Börse gehandelt werden.

## Unternehmensstruktur

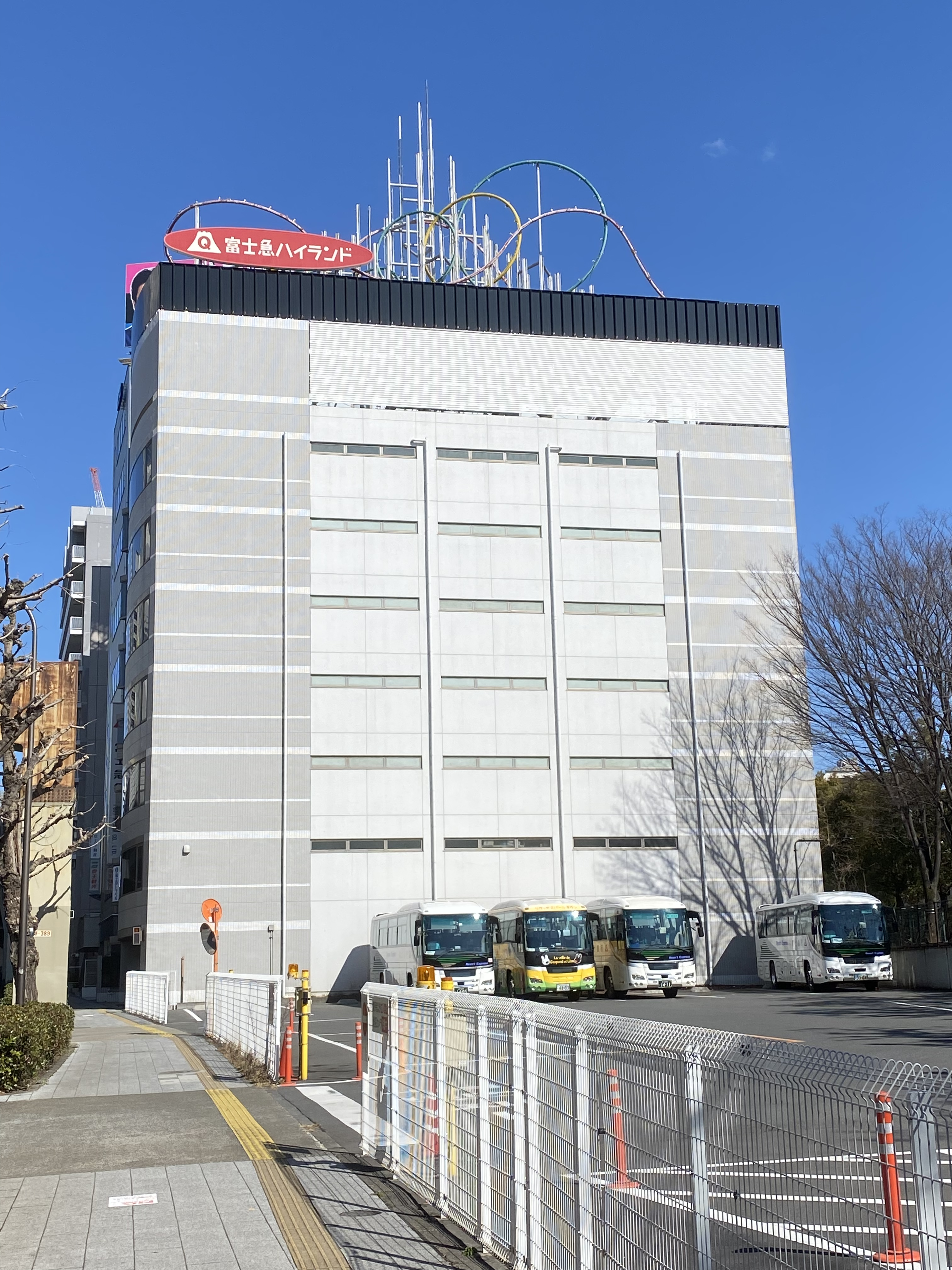
Hauptsitz in Shibuya

Fuji Kyūkō bildet den Kern der Fujikyū-Gruppe, die aus 35 Tochtergesellschaften und drei nach der Equity-Methode bilanzierten Unternehmen besteht. Ihre Aktivitäten sind stark auf das Gebiet rund um den Vulkan Fuji und die fünf Fuji-Seen ausgerichtet. Die Unternehmensgruppe entwickelte sich aus der im Jahr 1926 gegründeten Bahngesellschaft Fujisanroku Denki Tetsudō, die für den Betrieb der Fujikyūkō-Linie von Ōtsuki über Fujisan nach Kawaguchiko zuständig ist. Ein weiteres wichtiges Standbein ist der Freizeitpark Fuji-Q Highland.
Zu den wichtigsten Anteilseignern von Fuji Kyūkō gehörten am 31. März 2023 folgende Unternehmen: Horiuchi Koankai (12,09 %), FJ Corporation (11,90 %), Nihon Seimei Hoken (9,88 %), Fukoku Seimei Hoken (9,11 %), The Master Trust Bank of Japan (8,10 %), Asahi Seimei Hoken (5,73 %), Tokyo Dome Corporation (2,86 %), Mizuho Trust & Banking (2,39 %), Hino Jidōsha (2,35 %) und Yamanashi Chūō Bank (2,32 %).

## Geschäftsbereiche

### Bahnverkehr
- Fujisanroku Denki Tetsudō: Betrieb der Fujikyūkō-Linie von Ōtsuki über Fujisan nach Kawaguchiko sowie der Kawaguchiko-Tenjōyama-Luftseilbahn
- Gakunan Tetsudō: Betrieb der Gakunan-Linie von Yoshiwara nach Gakunan-Enoo
- Minobu Tozan Tetsudō: Betrieb der Minobusan-Luftseilbahn
- Jukkokutōge kabushiki-gaisha: Betrieb der Jukkokutōge-Standseilbahn

### Busverkehr
- Fujikyū Mobility: Charter-, Schnell- und Linienbusverkehr in der Region Gotemba der Präfektur Shizuoka
- Fujikyū Bus: Charter-, Schnell- und Linienbusverkehr in der Präfektur Yamanashi
- Fujikyū Shizuoka Bus: Charter-, Schnell- und Linienbusverkehr in der Region Fujinomiya der Präfektur Shizuoka
- Fujikyū Shōnan Bus: Charter-, Schnell- und Linienbusverkehr in der Region Shōnan der Präfektur Kanagawa
- Fujikyū City Bus: Charter-, Schnell- und Linienbusverkehr in der Region Numazu/Mishima der Präfektur Shizuoka
- Fuji Express: Charter-, Schnell- und Linienbusverkehr in Tokio und Yokohama

### Schifffahrt
- Fujigoko Kisen: Ausflugsschiffe auf dem Kawaguchi-See und dem Motosu-See
- Fuji Kisen: Ausflugsschiffe auf dem Yamanaka-See
- Fujikyū Marine Resort: Betrieb der Fährverbindung Atami–Hatsushima und des Atami Seaside Spa & Resort
- Hakone Yusen: Ausflugsschiffe auf dem Ashi-See

### Taxiverkehr
- Fujikyū Shizuoka Taxi: in den Regionen Numazu, Mishima und Gotemba
- Fujikyū Yamanashi Hire: im östlichen Teil der Präfektur Yamanashi
- Ishikawa Taxi Fuji: in der Stadt Fuji
- Kōshū Taxi: in den Städten Kōshū und Yamanashi

### Tourismus
- Fuji-Q Highland: Freizeitpark in Fujiyoshida
- Adatarakōgen: Wintersportgebiet in Nihonmatsu
- Conifer Forest: Eislaufbahn und Konzerthalle in Fujiyoshida
- Fuji Golf Course: Golfplatz in Yamanakako
- Fuji Tourism: Führungen durch die Fuji-Windhöhle und die Fuji-Eishöhle
- Lake Sagami Pleasure Forest: Freizeitpark in Sagamihara
- PICA Resort: Betrieb vom Campingplätzen
- Oshino Ninja Village: Themenpark in Oshino
- Snow Park Yeti: Wintersportgebiet in Susono

### Sonstiges
- Fujikyū Auto Service: Fahrzeugwartung
- Fujikyū Department Store: Einkaufszentrum im Bahnhof Fujisan
- Fujikyū Travel: Reisebüro. Planung und Organisation von Busreisen
- Fuji Mineral Water: Getränke und Mineralwasser
- Resonant Systems: Sicherheits- und Übertragungsgeräte, Hotelmanagementsystem